# هيئة تنمية ساحل بلوشستان
هيئة تنمية ساحل بلوشستان ( BCDA ) مكرسة لتعزيز النمو والرفاهية المالية للمنطقة الساحلية في بلوشستان. هدفها الأساسي هو تنفيذ مجموعة من مبادرات التنمية على طول المناطق الساحلية في بلوشستان ، بهدف تعزيز الأنشطة الاقتصادية، وتوليد فرص العمل للسكان المحليين، وتعزيز السياحة.  

## أنظر أيضاً
- هيئة تنمية السواحل في السند